# Cirkelsektor

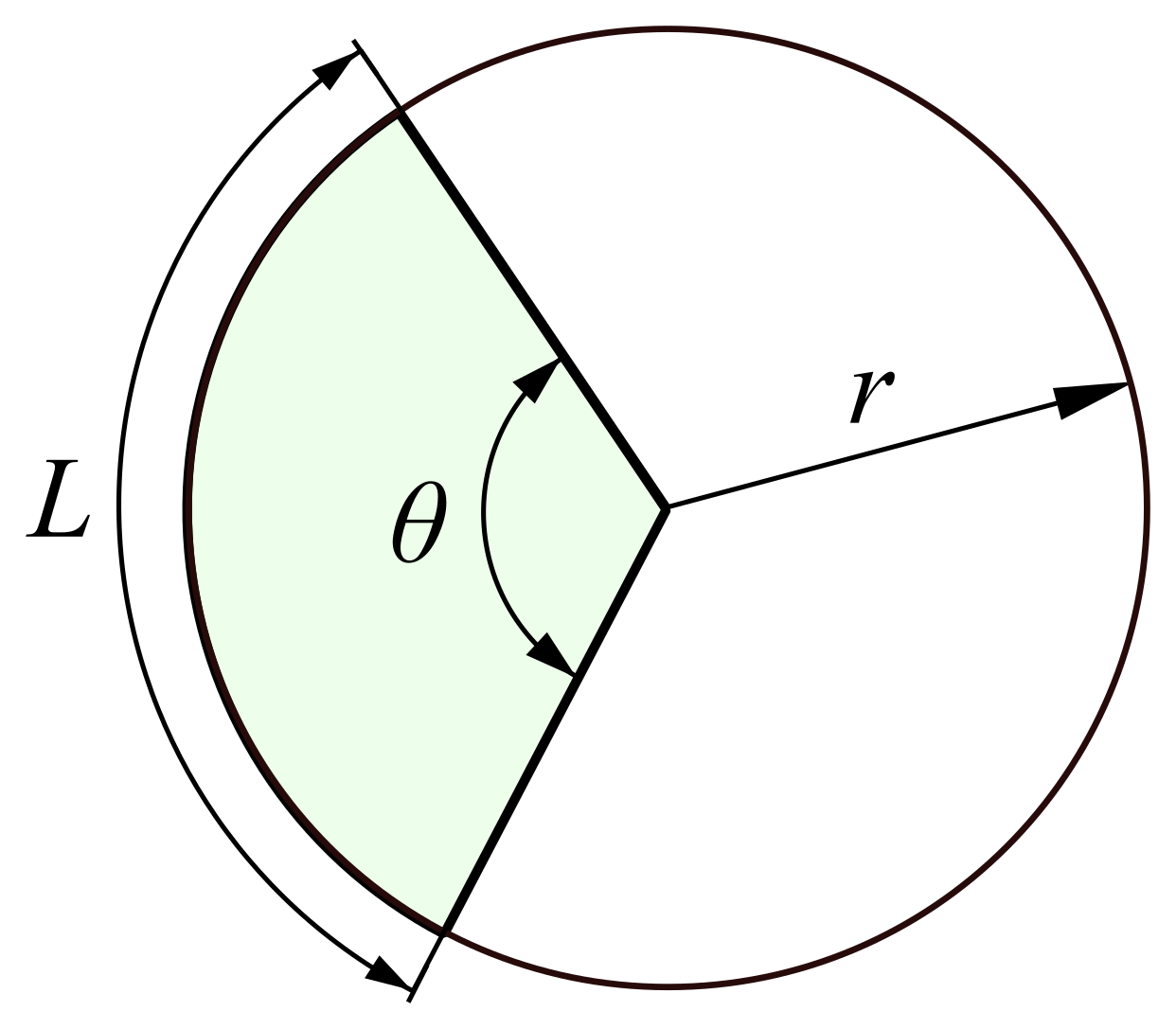
Cirkelsektor

En cirkelsektor begränsas av två radier samt den cirkelbåge radierna avgränsar.

## Area
Arean av en cirkelsektor där cirkelns radie är r och vinkeln {\displaystyle \theta } anges i radianer är
{\displaystyle A={\frac {\theta }{2\pi }}\cdot r^{2}\pi ={\frac {\theta }{2}}r^{2}}
Om cirkelsektorns båglängd L är känd kan arean beräknas med
{\displaystyle A={\frac {Lr}{2}}}

## Tyngdpunkt
Cirkelsektorns moment med avseende på y-axeln är
{\displaystyle M_{y}=\int _{-\theta }^{\theta }{\frac {2}{3}}r\cos t\cdot {\frac {1}{2}}r^{2}dt}
där vi utnyttjat att en triangels tyngdpunkt ligger på 2/3 av höjden räknat från triangelns hörn.
Dess moment utövat från tyngdpunkten är
{\displaystyle M_{tp}=T_{p}\int _{-\theta }^{\theta }{\frac {1}{2}}r^{2}dt}
Dessa moment är lika, det vill säga
{\displaystyle \ M_{y}=M_{tp}}
vilket ger tyngdpunktens läge som
{\displaystyle T_{p}={\frac {M_{y}}{\int _{-\theta }^{\theta }{\frac {1}{2}}r^{2}dt}}={\frac {2}{3}}r{\frac {\sin \theta }{\theta }}}
där {\displaystyle \theta } anges i radianer.